# Brankica Mihajlović
Brankica Mihajlović (serbiska: Бранкица Михајловић), född 13 april 1991 i Brčko, Jugoslavien (nuvarande Bosnien och Hercegovina), är volleybollspelare (vänsterspiker). 
Hon har på klubbnivå spelat med ett stort antal klubbar i Europa, Asien och Brasilien. Med Serbiens landslag har hon deltagit vid OS 2012, 2016 (silver) och 2020 (brons) samt vunnit guld vid EM 2017 och 2019 samt guld vid VM 2018 och 2022.